# Dick Lucas (chanteur)
Pour les articles homonymes, voir Dick Lucas.
Dick Lucas (né le 21 février 1961 à Trowbridge, Wiltshire) est un chanteur britannique.

## Période Subhumans
Il a fait ses premières expériences de chanteur dans The Mental, de mars 1979 à août 1980. Il est ensuite devenu le chanteur du groupe anarcho-punk Subhumans, qu'il a rejoint en septembre 1980 ainsi que du groupe ska-punk Citizen Fish, qu'il a rejoint en 1990. Les thématiques des textes de Lucas vont de son indignation contre un système qui, selon lui, l'avait trahit, jusqu'à des méditations philosophiques sur la nature de la conformité , la pensée de groupe et la place de l'individu en société,,,.

## Après Subhumans
Après la séparation des Subhumans au milieu des années 1980, un autre groupe, Culture Shock , apparut en 1986, suivi d'un court silence de Lucas, après quoi il fonda Citizen Fish , un groupe de punk-ska - actuellement composé du bassiste Subhumans, Phil à la guitare, Silas à la batterie récemment ajoutée (remplaçant actuellement le membre d'origine, Trotsky) et son collaborateur de longue date, Jasper, à la guitare basse. Parmi les autres projets liés à l'enregistrement et aux concerts, citons The Bungalow Band, The Clutton Brothers, un spectacle de spoken word et au claviers avec des amis dans le groupe punk britannique de Plymouth, The Bus Station Loonies .
Les textes ultérieurs de Lucas se sont révélés moins politiques et plus axés sur la conscience sociale, l'accent étant mis sur la compréhension entre les personnes et la communication active. Au début de 2010, il a contribué à un texte parlé à propos des attentats à la bombe perpétrés à Londres le 7 juillet 2005 pour la chanson "Seven Seven" de Global Parasite .
Lucas est également apparu dans le film Punk's Not Dead, où il a exposé son point de vue sur le punk rock et d’autres questions philosophiques.